# GoodPlanet
La Fundació GoodPlanet és una organització no governamental fundada per Yann Arthus-Bertrand el 2005, el suport a l'ecologisme i el desenvolupament sostenible.

## Activitats
La Fundació GoodPlanet es dedica principalment a la distribució de documents pedagògics i l'organització d'esdeveniments per crear consciència sobre la importància del desenvolupament sostenible (per exemple, la pel·lícula de festival d'ecologia «GoodPlanet» a Rio, l'exposició 6 milliards d'autres (6 mil milions d'altres, ara ja amb el nom de 7 mil milions), conferències, esdeveniments per a empreses).
Crea pòsters per a institucions educatives sobre temes com el desenvolupament sostenible, la biodiversitat, i boscos.
Coordina les seves accions en els llocs actioncarbone.org. i goodplanet.info.
Finança projectes escolars i projectes de conservació de medi ambient.
El 2009, l'alcalde de Bordeus, Alain Juppé, va ser elegit vicepresident.
El 2014 es va presentar l'exposició "Catalunya des del Cel" amb el suport de la Generalitat de Catalunya.
El 2015 es va encarregar de la distribució de la pel·lícula Human.

## Criticisme
Els Amics de la Terra va denunciar la relació de BNP Paribas, el principal soci de la Fundació GoodPlanet, amb el banc privat suís Lombard Odier & Cie, que és el "primer banc francès per finançar el carbó". En un informe parlamentari de 2011, va quedar al descobert el suport prestat per Yann Arthus-Bertrand a l'organització de la Copa del Món de Futbol de 2022 a Qatar, mentre Qatar ha finançat la traducció a l'àrab de la pel·lícula Human.